# A-центр
А-центр — дефектний комплекс у кремнії, який скадається із вакансії та домішкового атому 
кисню.  
Навіть в найчистішому кремнії кисень — основна домішка. В кристалі кремнію, вирощеному методом Чохральського, його концентрація зазвичай становить 1018 см−3. В кристалі кремнію, вирощеному методом зонної плавки концентрація кисню 1016 см−3. В основному кисень у кремнії займає міжвузлові положення, в яких атом кисню розриває ковалентний зв'язок між двома сусідніми атомами кремнію й прилаштовується посередині. А-центри — інший тип дефекту, в якому кисень займає місце відсутнього атома кремнію, тобто стає свого роду дефектом заміщення. 
А-центр проявляється в інфрачервоних спектрах лінією з довжиною хвилі 12 мкм. 